# Боштетє
Боштетє (словен. Boštetje) — поселення в общині Велике Лаще, Осреднєсловенський регіон, Словенія. 
Висота над рівнем моря: 792 м.